# Stechen (Sport)
Unter einem Stechen, auch Stichkampf genannt, versteht man eine bei Punktgleichheit in einem Wettkampf durch Wiederholung herbeigeführte Entscheidung.
Der Begriff wird beispielsweise im Reitsport sowie im Golf verwendet.

## Abgrenzungen
Die englische Bezeichnung Play-off wird im Deutschen in der Regel für die Finalrunde einer Wettkampfserie verwendet, durch welche für gewöhnlich eine Meisterschaft entschieden wird.